# 石刃技法

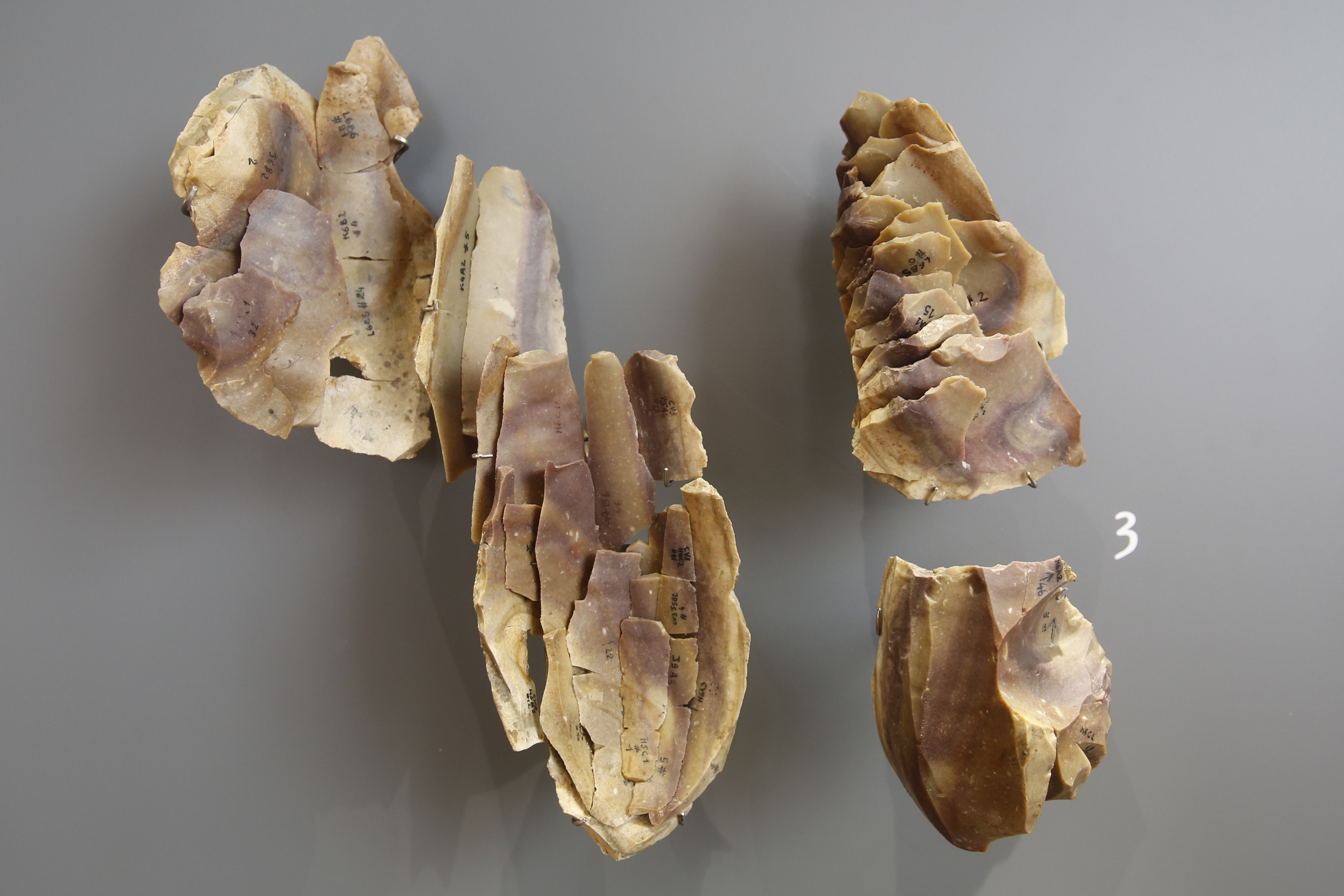
復元接合されたオーリニャック文化の剥片と石核

石刃技法（せきじんぎほう、blade technique:ブレード・テクニック）とは、後期旧石器時代に出現し、同時代を特徴づける縦長剥片で両側面を並行にする剥離技術のこと。これにより、同じ規格の石器の剥片の量産が可能となった。長さ5センチ、幅1.2センチ以上の剥片を石刃とした（M.N.プレジョン）。
日本においては約3万年前から約1万5,000年前頃にかけてナイフ形石器と歩調を合わせて発達した技法である。いわゆる真正の石刃技法が中部北辺から東北・北海道・に分布し、ほとんど調整技術を持たないものが近畿地方に分布する。この技法を通じて地域性が明確になってきた)。
また、東北アジアの後期旧石器時代の開始を告げる技術的指標である。この石刃技法は、ユーラシア大陸西部からアルタイ、シベリア経由で東方アジアに広がった革新的技術の一つとみられている。
石刃技法は、現代型新人の拡散を考える上で重要な要素と考えられている。

## 技法の概略
まず、原石（母岩石材）を輪切り状に大きく荒割りして打面を準備し、石核の素材をつくり出したのちに調整加工を加えて石核を作り、これを連続的に同一方向から加撃してほぼ同じ大きさの縦長剥片を打ちはがしていく。この剥片を刃器（石刃）とよび、二次加工を加えて多様な形態の石器を製作していく。二次加工としては刃潰し剥離がなされナイフ形石器を製作することが多かった。
北海道美利河（ピリカ）1遺跡出土の66点の石核・石刃・剥片は互いに接合し、石刃技法の過程を示す好例である。まず長径21センチの川原石の表皮を剥ぎ取り縦長のかたちに整えるのが第1段階、ついでその頂部を横から叩いて数枚の剥片を剥離して石核上部に水平に近い打面を作るのが第2段階、この打面の周縁を上から打撃し、目的の石刃を連続して剥離するのが第3段階である。石刃剥離が一段落終えた、打面と剥離作業面の角度を修正するために打面の再生を行鵜野が第4段階、以後第3・4段階を繰り返す。石核1点から石刃30～40点を製作したと考えられる。北海道・東北地方では母岩として黒曜石や頁岩を利用している。関東平野特に武蔵野台地では、チャートを初め在地の石材や黒曜石のような遠隔地からの石材を利用している。
それらの調整技術の差異、有無、打面転位のあり方などから、石刃技法は細かい分類が可能である。

## 関連
崎谷満はユーラシアにおける石刃技法の出現の分布から、東アジアへの人類集団の到達はイランからアルタイ山脈へ至る北ルートであったと主張している。